# Яндекс.Лента
Яндекс.Лента — RSS-агрегатор. Одна из служб компании Яндекс. Первый релиз состоялся 21 июля 2005 года в рамках проекта Яндекс.Нано. В дальнейшем сервис объединен со службой Яндекс.Новости под названием «Мои новости».
2 июля 2013 года сайт lenta.yandex.ru был закрыт (установлено перенаправление на «Подписки»), вместо него запущен «лёгкий» интерфейс «Подписок» по адресу ll.yandex.ru. Новая служба внешне похожа на «Яндекс.Ленту», но отличается урезанным функционалом, в частности, полностью отсутствуют настройки.
3 февраля 2015 года проект «Мои подписки» был переформатирован: из «Яндекс.Почты» он был перенесён в «Яндекс.Новости», где получил название «Мои новости». При этом функциональность была резко сокращена: записи не отмечаются как прочитанные, их нельзя свернуть, читать записи можно только начиная с последних. Тогда же была закрыта страница ll.yandex.ru.

## Функциональность

### Принцип работы
Пользователь может подписываться на рассылки несколькими способами: используя механизм поиска, выбирая из каталога рассылок либо непосредственно указывая URL RSS-потока или просто адрес сайта, содержащего RSS-поток. Новые сообщения будут появляться на левой стороне экрана в виде списка, который затем можно отсортировать по дате или релевантности.
Чем больше человек подписано на данный RSS-поток, тем чаще он обновляется.

### Мобильный доступ
Для использования мобильного интерфейса требуется мобильный телефон с поддержкой технологий XHTML и WAP 2.0.